# 24850 Biagiomarin
24850 Biagiomarin este o planetă minoră (asteroid) din centura de asteroizi. A fost descoperită pe 1 decembrie 1995 la Circolo Culturale Astronomico di Farra d'Isonzo⁠(d) de Circolo Culturale Astronomico di Farra d'Isonzo⁠(d) și a fost numită după Biagio Marin⁠(d). 
Obiectul prezintă o orbită caracterizată de o semiaxă mare de 2,3284408 UAi, o excentricitate de 0,13, o înclinație de 5,72703 ° în raport cu ecliptica.